# Philtrum

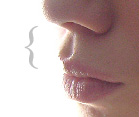
Philtrum

Als Philtrum (auch Philtron, sächlich; von griech. φίλτρον philtron „Liebeszauber“; ordinär und ugs. auch Rotzrinne) wird in der Anatomie die vertikale Rinne bezeichnet, die sich von der Nase bis zur Mitte der Oberlippe herabzieht. Es entsteht während der Embryonalentwicklung durch das Zusammenwachsen der Gesichtshaut. Der untere Bereich des Philtrums ist beim Menschen ein Teil des Amorbogens. Bei den meisten Säugetieren teilt das auch als Lippenrinne bezeichnete Philtrum den Nasenspiegel.

## Diagnostikzeichen
Bei Kindern mit Alkoholembryopathie kann eine Abflachung, bei Patienten mit Wolf-Hirschhorn-Syndrom eine Verkürzung des Philtrums vorkommen. Kinder mit Williams-Beuren-Syndrom, Trisomie 14 oder Peters-Plus-Syndrom haben häufig ein sehr ausgeprägtes, langes Philtrum.

## Gesichtsdiagnostik in der traditionellen chinesischen Medizin
Das Philtrum wird in der traditionellen chinesischen Medizin in der Gesichtsdiagnostik verwendet. Das Philtrum kann in drei Teile unterteilt werden: Die Spitze des Philtrums, der Nase am nächsten, ist die Zeit der Kindheit. Die Mitte des Philtrums gilt als Mitte des Lebens und der untere Teil charakterisiert das Alter. Oben empfängt die Nase das kosmische Qi vom Atem durch die Nasenlöcher und unterhalb des Mundes erhält das Qi die Erde als Nahrung. Es sei auch der Ort, aus der sich die Fruchtbarkeit ablesen lässt sowie die Fähigkeit, künstlerische Projekte zu schaffen, die aus dem Geist entstehen. In der Physiognomie sehe man das Philtrum als die Mitte aller Öffnungen: Oben seien die drei Yang-Öffnungen, Nase, Augen und Ohren sowie unterhalb die drei Yin-Öffnungen der Mund und die beiden unteren Öffnungen.

## Sonstiges
Im antiken Griechenland wurde das Philtrum als einer der erogensten Punkte des Körpers angesehen.
Durch das Philtrum gestochener Schmuck wird als Medusa-Piercing bezeichnet.